# Pabellón de Reino Unido (Epcot)
El Pabellón de Reino Unido es un pabellón de temática británica que forma parte del World Showcase en Epcot en Walt Disney World Resort en Florida. 
Su ubicación es entre los pabellones de Francia y Canadá.

## Disposición

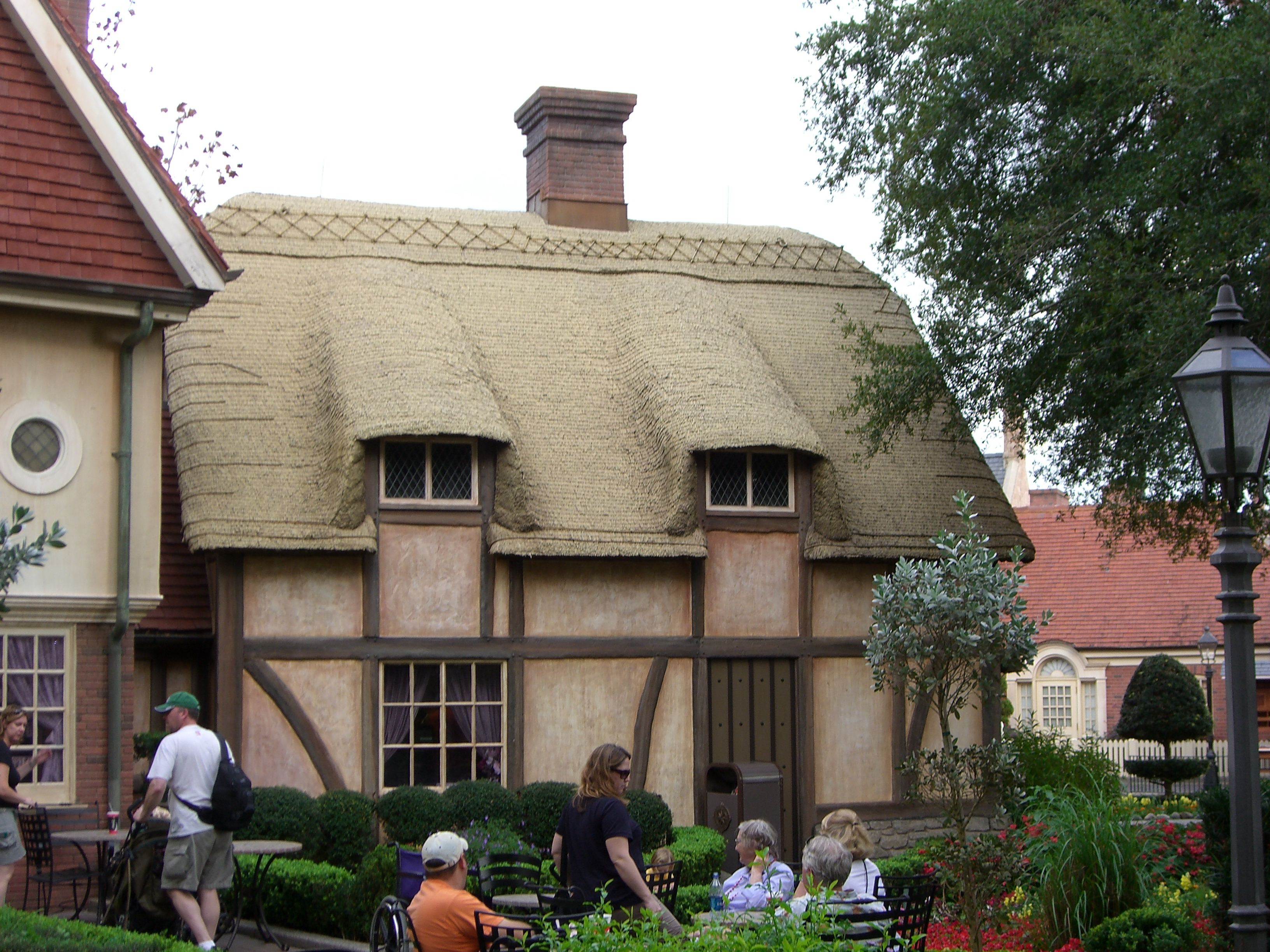
Casa de campo en el pabellón del Reino Unido en Epcot.

El pabellón, diseñado para parecerse a un pueblo británico estereotípico, tiene jardines ingleses que incluyen un laberinto de setos y un quiosco de música. Un conjunto de cabinas telefónicas Gilbert-Scott se alinean en un jardín de rosas cerca de los baños del pabellón y, a menudo, hay una conexión directa en estos teléfonos con una cabina similar en el pabellón de Canadá.
Las tiendas venden artículos británicos como té, galletas, juguetes, ropa, ropa deportiva y mercancía de los Beatles. Como parte de la oferta de entretenimiento del pabellón, una banda interpreta versiones de música rock británica de grupos como The Police, Rolling Stones, The Beatles, Blur y Led Zeppelin. 
En lo concerniente a comida, Rose & Crown Pub & Dining Room alberga un pub de estilo británico, que sirve cervezas británicas (y algunas europeas y nacionales), y un comedor interior y exterior. Los platos ofrecidos incluyen huevo escocés, pastel de carne, carne en conserva y pescado y papas fritas. Además, Yorkshire County Fish Shop ofrece un servicio rápido que solo sirve pescado, papas fritas y galletas de tipo shortbread. Los asientos son solo al aire libre.